# Ælfflæd (fille de Ceolwulf Ier)
Pour les articles homonymes, voir Ælfflæd.
Ælfflæd est une princesse mercienne du milieu du IXe siècle.

## Contexte
L'histoire de la Mercie au IXe siècle est mal connue en raison de la maigreur des sources contemporaines. Elle est d'autant plus complexe à retracer que cette période est marquée par de constantes luttes pour le trône entre plusieurs familles, dont les membres de sexe masculin ont généralement des noms commençant par la même lettre : on peut ainsi distinguer les lignées « C », « W » et « B », sans que les liens de familles entre leurs membres soient toujours évidents.

## Biographie
L'existence d'Ælfflæd n'est attestée que par des sources postérieures à la conquête normande de l'Angleterre, au premier rang desquelles l'hagiographie de son fils Wigstan rédigée au XIIe siècle à l'abbaye d'Evesham.
D'après ces textes, Ælfflæd est la fille de Ceolwulf Ier, qui règne sur la Mercie de 821 à 823. Elle épouse Wigmund, le fils de Wiglaf, un successeur de Ceolwulf issu d'une autre lignée qui règne entre 827 et 839/840. Ce mariage pourrait être un moyen pour Wigmund d'accroître sa légitimité. Ils ont un fils, Wigstan. Après la mort de Wigmund, un certain Beorhtfrith, fils de Beorhtwulf, le successeur de Wiglaf, demande la main d'Ælfflæd à Wigstan, mais celui-ci refuse, car Beorhtfrith est non seulement apparenté à son père, mais aussi son propre parrain. Mécontent, Beorhtfrith tue Wigstan, un événement qui aurait eu lieu en 849,.
Ce récit, qui illustre les troubles que connaît la Mercie à l'époque, est généralement accepté par les historiens contemporains, même si certains détails (comme le fait que Wigmund soit devenu roi) ne sont pas confirmés par des sources d'époque. Il pourrait dériver d'une vita rédigée au IXe siècle.